# Cascais
Cascais Lisszabon körzetéhez tartozó település Portugáliában, a főváros elegáns, kozmopolita elővárosa, egyben kedvelt turistacélpont.
Lakosainak száma 206 ezer fő volt 2011-ben. Az egykori halászfalu a portugál királyi család üdülőhelye lett a 19. század végén a szomszédos Estoril városkával, amelyről a tengerpartnak ez a része a nevét kapta. Kis gépek fogadására alkalmas repülőtere is van (Aeroporto Municipal de Cascais).

## Rövid története
Cascais első említései a dokumentumokban a 12. századból származnak. Sokáig csak halászfalu volt, Lisszabont látta el haláruval. Eredetileg Sintra városhoz tartozott, majd 1364-ben függetlenné vált. II. János portugál király egy kis erődöt épített itt.
Az 1755-ös lisszaboni földrengés elpusztította a város nagy részét.
Napóleon 1807-ben elfoglalta várost. A háborúk után I. Lajos portugál király levonta a józan következtetést: a várost nem lehet megvédeni citadellákkal és ezért inkább itt alakította ki a királyi család nyári rezidenciáját. 1878-ban már volt elektromos közvilágítás, majd kaszinók, golf pályák és sport klubok épültek. A vasút 1889-ben ért el idáig. 1896-ban I. Károly itt alapította meg Portugália első oceanográfiai laboratóriumát.
A következő fontos lépés a szomszédos Estoril kiépítése volt luxus üdülőhellyé. A második világháború alatt Portugália semleges maradt és ezért több uralkodó család menekült oda, a háború után ott telepedett le Horthy Miklós is.
Manapság Cascais és környéke üdülőhely és sportközpont jelentős idegenforgalommal.

## Látnivalók
- A történelmi városnegyed (Centro Historico)
- Condes de Castro Guimarães Museum
- Marechal Carmona Park

### A környéken
- Guincho nevű tengerpart
- Boca do Inferno (tengerpart)
- Sintra
- Estoril Kaszinó

## Képgaléria

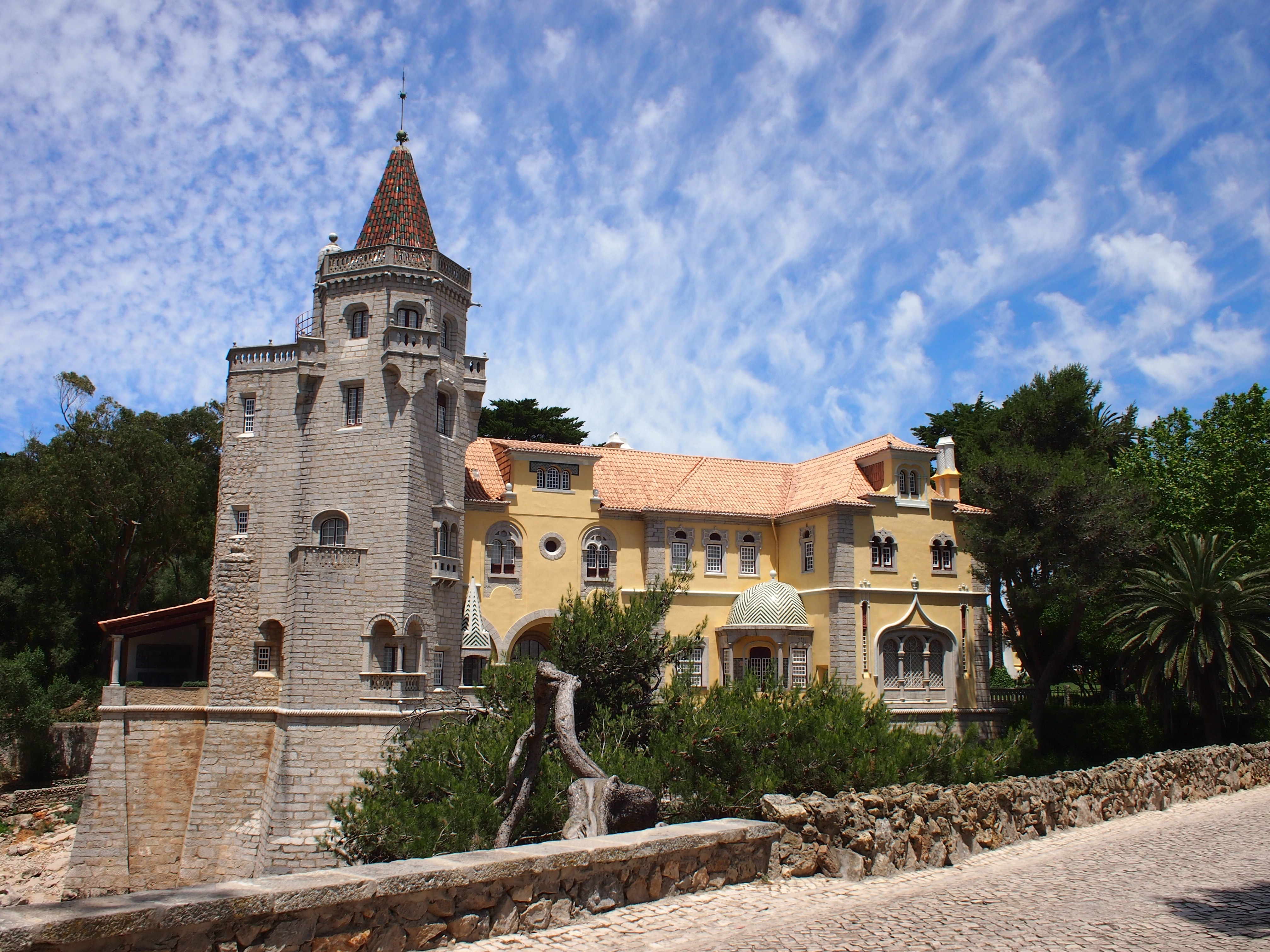
Palácio dos Condes de Castro Guimarães
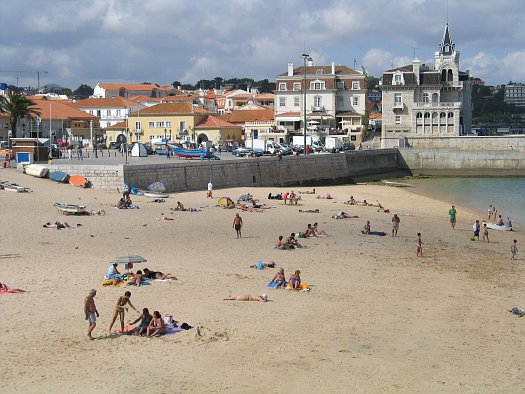
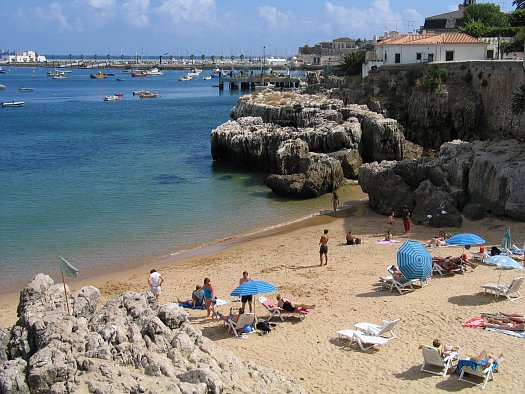
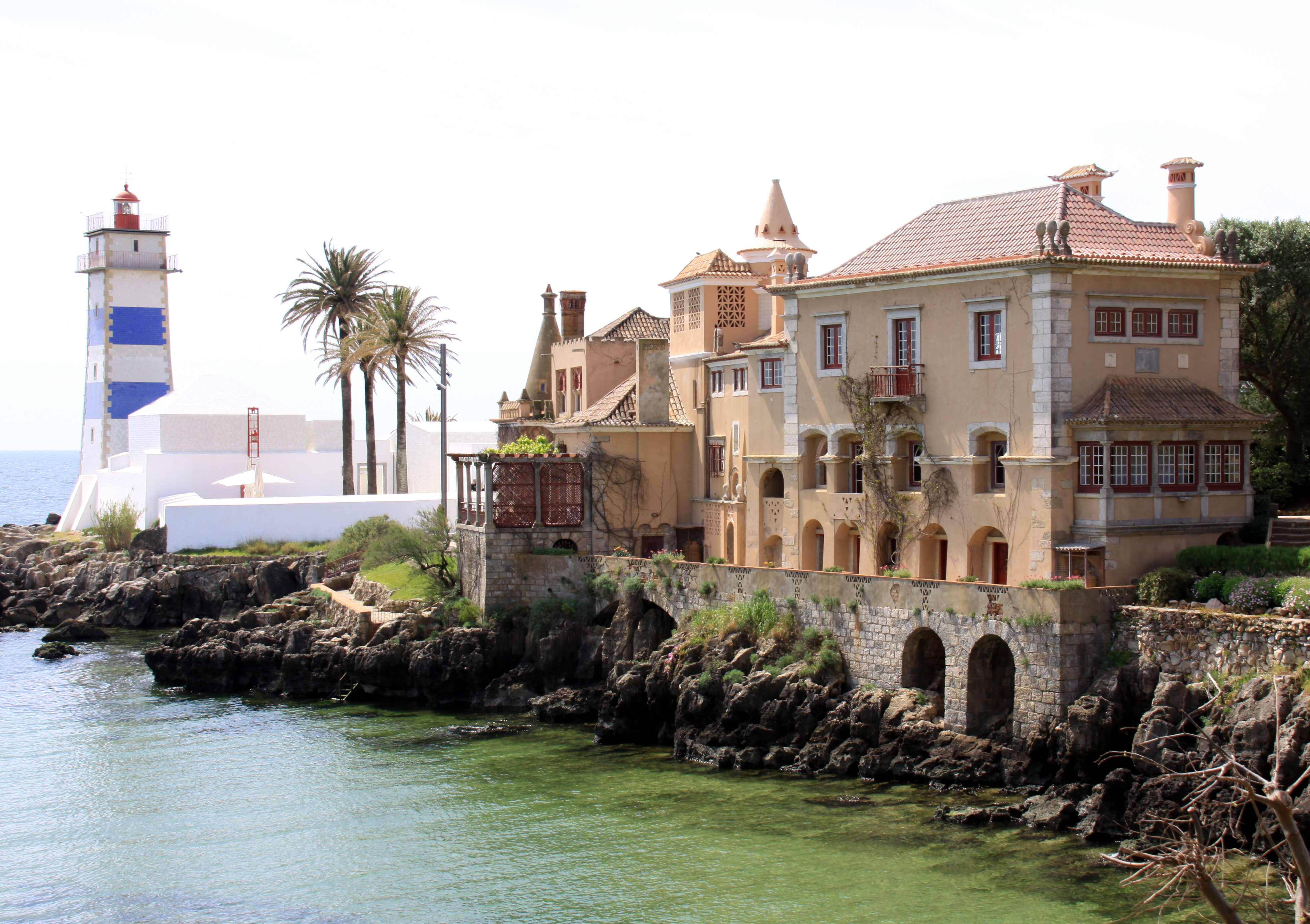
Cascais, világítótorony
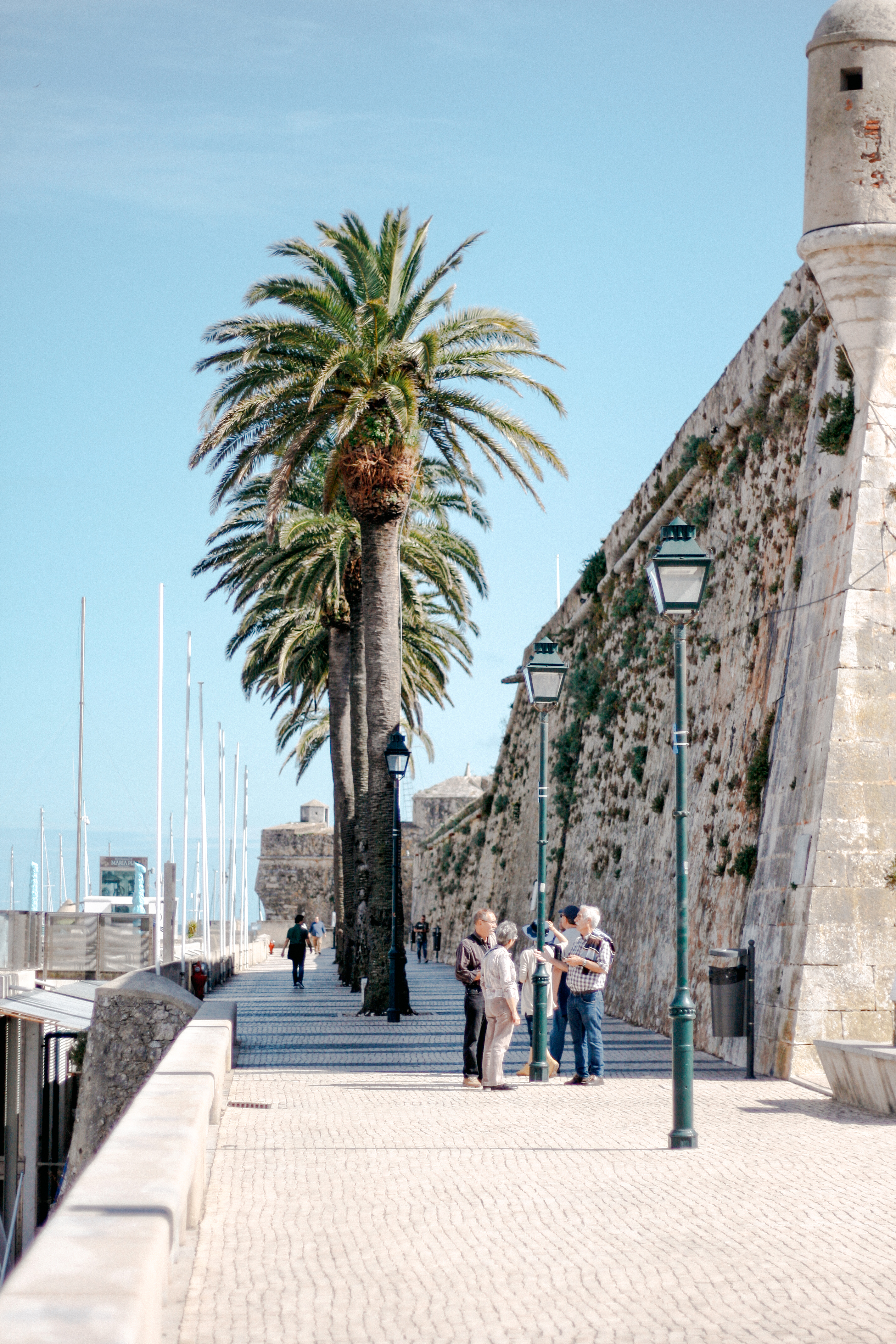
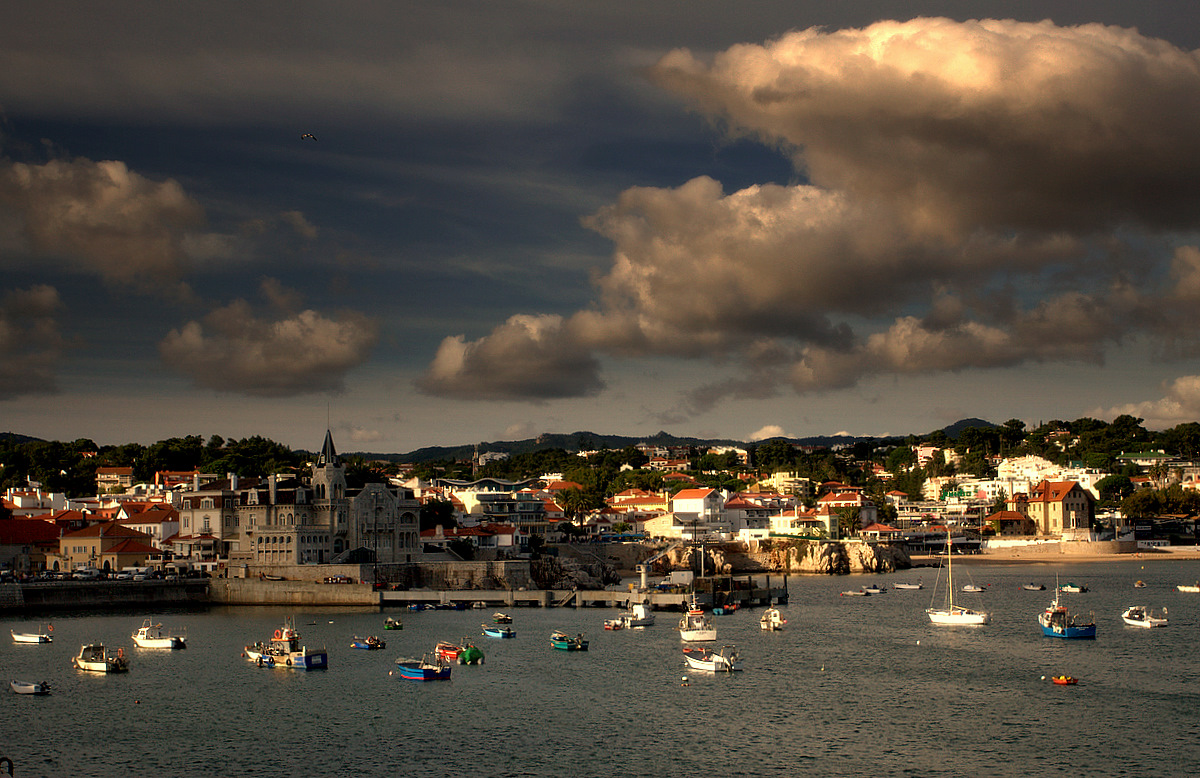
Városkép
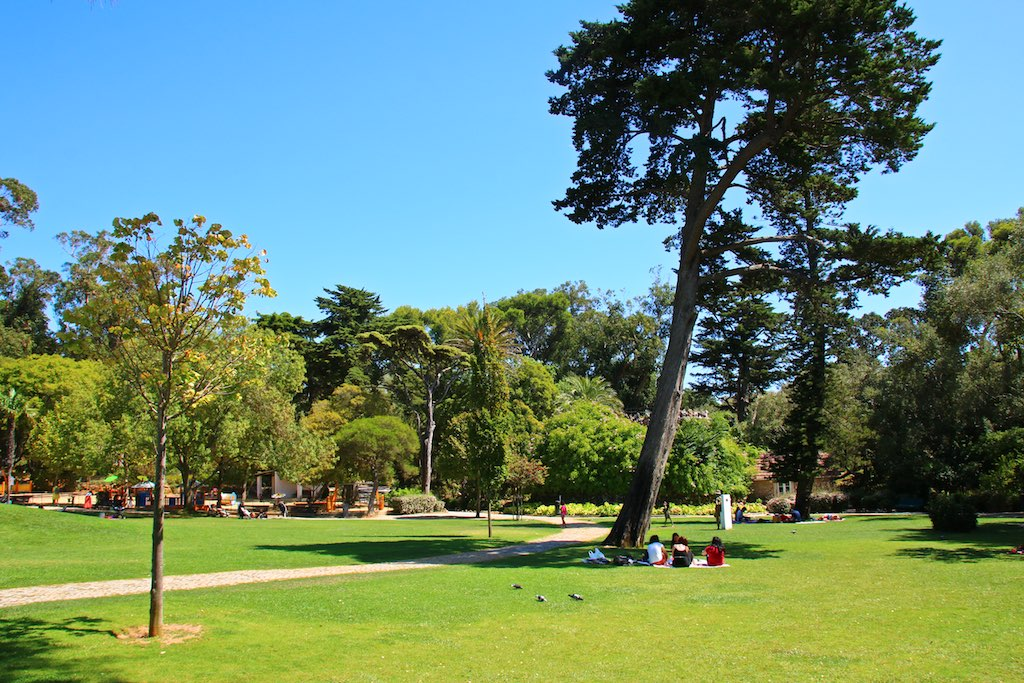
Parque Marechal Carmona